# استل تیلور
استل تیلور (انگلیسی: Estelle Taylor؛ ۲۰ مهٔ ۱۸۹۴ – ۱۵ آوریل ۱۹۵۸) یک هنرپیشه اهل ایالات متحده آمریکا بود.
وی بین سال‌های ۱۹۱۹ تا ۱۹۴۵ میلادی فعالیت می‌کرد.

## فیلم‌شناسی
از فیلم‌ها یا برنامه‌های تلویزیونی که وی در آن نقش داشته است می‌توان به مادر مجرد و انتقام تارزان اشاره کرد.